# Špičák (Nakléřovská hornatina)
Špičák (německy Sattelberg, občas též Schönwalder Spitzberg) je vrch nacházející se severozápadně od Krásného Lesa, části obce Petrovice, v Krušných horách. Dosahuje nadmořské výšky 723 metrů a geologicky je velice pestrý. Je součástí přírodní rezervace Špičák u Krásného Lesa a přírodního parku Východní Krušné hory. Jižně od Špičáku vede dálnice D8, částečně vedená po estakádě.

## Historie

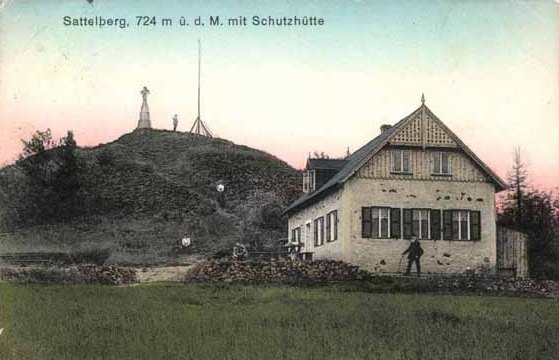
Turistická chata pod Špičákem na pohlednici z roku 1910

Ve 13. století byla jihovýchodně od vrchu Špičák založena německou kolonizací zdejší oblasti ves Schönwald (od roku 1948 známá jako Krásný Les). Roku 1907 byla pod Špičákem, který byl oblíbeným turistickým cílem, postavena turistická chata. Fungovala do roku 1945 a provozoval ji místní hostinský Kajetan Ritschel. Do dnešní doby se z chaty dochovaly pouze kamenné základy.

## Stavba

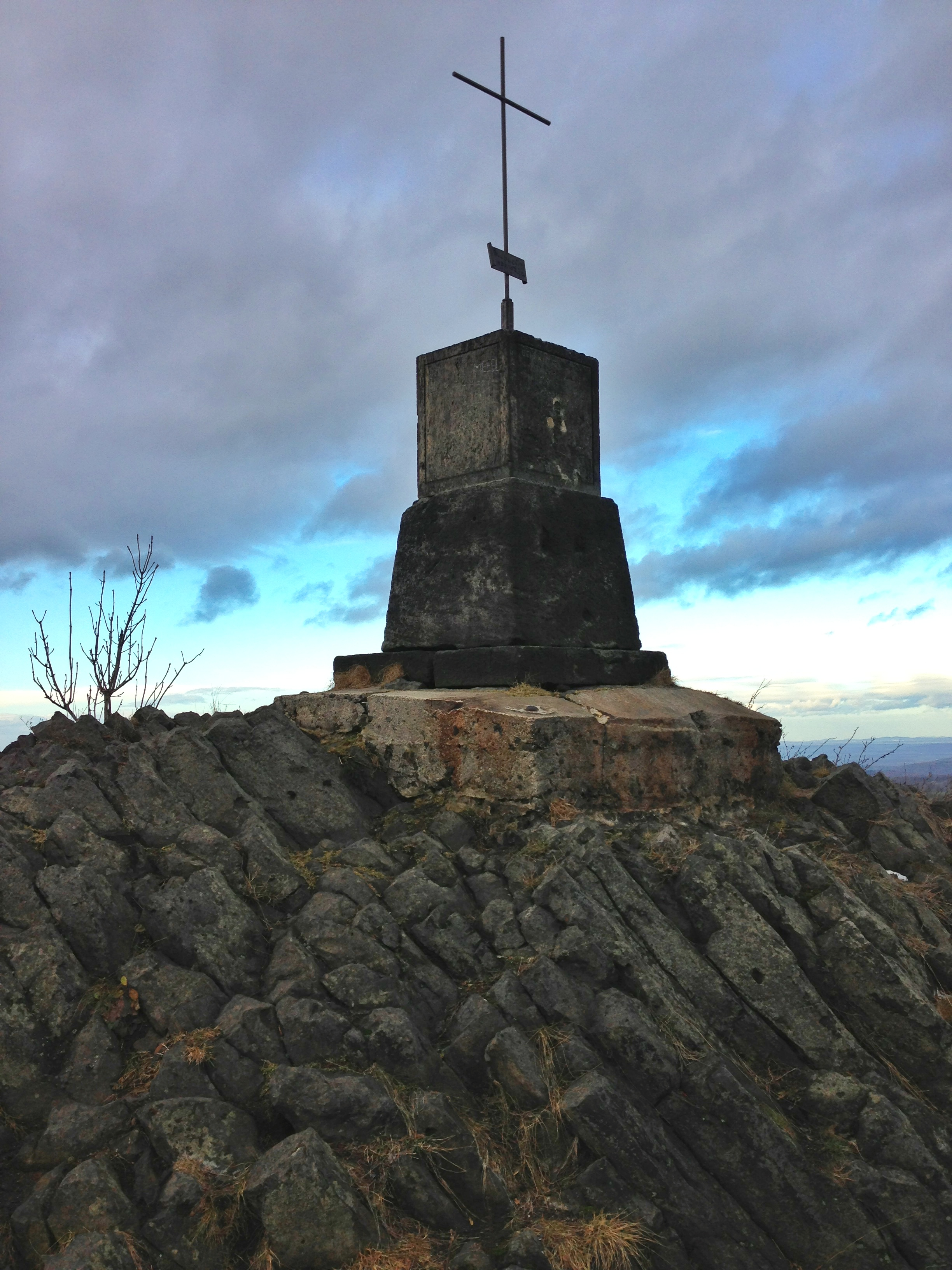
Výlev čediče na vrcholu Špičáku

Špičák tvoří cenomanské pískovce usazené na nejstarších ortorulách krušnohorského krystalinika, které ve třetihorách prorazil a zpevnil výlev čediče (konkrétně olivinický nefelinit), vystupující na povrch na vrcholu kopce. Špičák tak přísluší neovulkanické intruzi a v rámci vrcholové části Krušných hor jde o nejzápadněji položený denudační pozůstatek křídy.
Z geomorfologického hlediska je strukturním hřbetem na okolní denudační plošině. Jeho součástí je řada geomorfologických tvarů. Patří mezi ně dvě suťová pole na západním a východním svahu, vzniklá rozpadem sloupků čediče. Větší z polí rozkládá na ploše 40 × 100 metrů. Dalším tvarem jsou mrazové sruby, jeden čedičový a druhý pískovcový. V nejdelší pískovcové stěně Špičáku se nacházejí čtyři jeskyně (dvě puklinové a dvě suťové), přičemž největší z nich je asi 20 metrů dlouhá, 1,5–6 metrů široká a 4 metry vysoká. Mimo to se zde lze nalézt také nepravý skalní tunel, nepravá skalní brána, skalní převisy, skalní mísa, skalní lišty, skalní dutiny, pseudoškrapy a voštiny.

## Životní prostředí

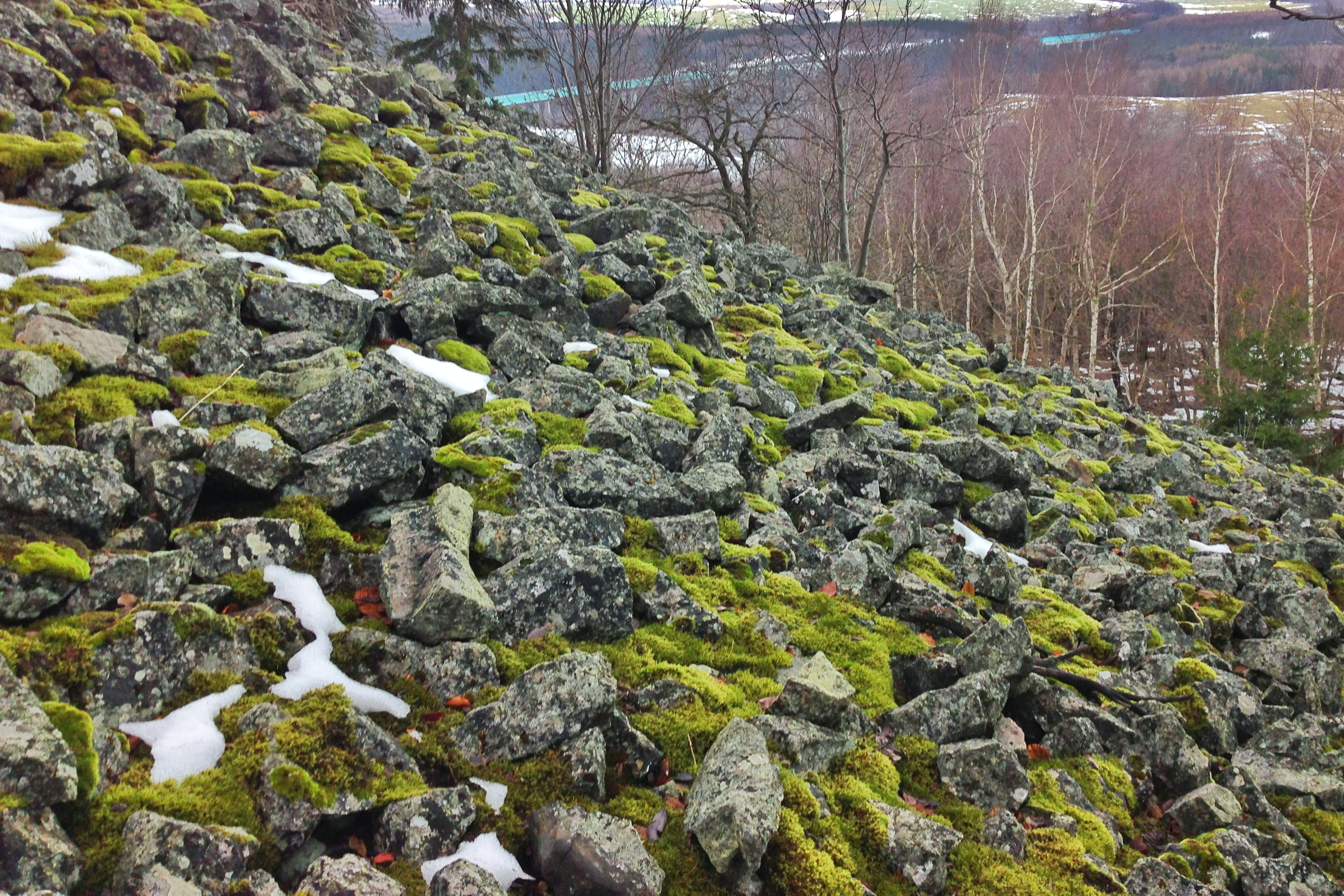
Větší ze dvou suťových polí na Špičáku

Vrch Špičák je součástí přírodního parku Východní Krušné hory a v roce 1997 zde byla vyhlášena přírodní rezervace Špičák u Krásného Lesa. Chráněna je pro pestrost geologické stavby a bohatost geomorfologických tvarů. Kromě samotného vrchu jsou součástí rezervace též „mezofilní až silně podmáčené louky, mokřady a prameniště porostlé přirozenými rostlinnými společenstvy s bohatým výskytem zvláště chráněných druhů“.
Na Špičáku se dochovaly dobře vyvinuté porosty bikové bučiny a v přírodní rezervaci se vyskytují mnohé silně ohrožené a ohrožené rostlinné druhy. Patří mezi ně například kosatec sibiřský (Iris sibirica), lilie cibulkonosná (Lilium bulbiferum), prstnatec májový (Dactylorhiza majalis), hvozdík lesní (Dianthus sylvaticus), lilie zlatohlavá (Lilium martagon). Jiné zde rostoucí druhy se řadí na Červený seznam cévnatých rostlin ČR. Z chráněných živočišných druhů zde žijí například čáp černý (Ciconia nigra), moták pilich (Circus cyaneus), luňák červený (Milvus milvus), tetřívek obecný (Tetrao tetrix) nebo ťuhýk obecný (Lanius collurio).